# Jacob Nielsen Kyrning
Jacob Nielsen Kyrning († 23. Januar 1361 in Hammershus) war von 1355 bis 1361 Erzbischof von Lund.

## Leben
Er war Sohn von Niels Andersen Kyrning aus Schonen aus einem Rittergeschlecht Thott und dessen erster Frau Christine. Er wurde Kanoniker in Lund und studierte um 1344 in Paris. 1355 wurde er zum Erzbischof in Lund gewählt. Als er dann zum Empfang des Palliums nach Avignon reiste, beschlagnahmte Herzog Bengt Algotsson, Statthalter in Schonen, das gesamte Gut des Erzbischofssitzes. Bengt Algotsson war Günstling von König Magnus II. Im Konflikt zwischen dem Sohn Erik und dem Vater Magnus verbündete sich Erik mit dem Adel und drängte den Herzog aus der Macht, und der Erzbischofsstuhl erhielt seine Besitztümer zurück. So wurde während des Konfliktes zwischen Vater und Sohn der Erzbischof Parteigänger Eriks. Als es zwischen den beiden am 28. April 1357 in Jønkøping zum Vergleich kam, erhielt Erik Finnland und einen Teil der dänischen Gebiete als Herrschaftsbereich. Daraufhin wandte sich der Erzbischof wieder dessen Vater Magnus zu. Aus bislang nicht geklärten Gründen überfiel König Erik in der Nacht vom 4. auf den 5. Februar 1358 den Erzbischof in Åhus, kaum einen Monat, nachdem er König Waldemar Atterdag den Krieg erklärt hatte. Der Erzbischof kam bald wieder frei. 1360 entsandte Papst Innozenz VI. zwei Apostolische Administratoren. Zur Begründung wurden die häufige Abwesenheit des Erzbischofs und die großen Schulden des Bistums genannt, in die der Erzbischof das Bistum gestürzt habe. Außerdem erging an einen der beiden Administratoren ein päpstliches Schreiben, in dem dieser aufgefordert wurde, den Erzbischof wegen seines gewaltsamen Vorgehens gegen den Dompropst Niels Axelsen vor die päpstliche Kurie vorzuladen. Einige Monate später, nachdem er wahrscheinlich Kenntnis von der Vorladung erhalten hatte, starb er in Hammershus an der Pest.
| Personendaten    | Personendaten          |
| ---------------- | ---------------------- |
| NAME             | Kyrning, Jacob Nielsen |
| KURZBESCHREIBUNG | Erzbischof von Lund    |
| GEBURTSDATUM     | vor 1344               |
| STERBEDATUM      | 23. Januar 1361        |
| STERBEORT        | Hammershus             |